# Odile Vouaux
Odile Lucie Germaine Vouaux (Saint-Dié-des-Vosges, 20 luglio 1934 – Saint-Max, 24 giugno 2023) è stata una nuotatrice francese.
Specializzata nello stile libero, ha partecipato ai Giochi di Melbourne 1956, gareggiando nei 100m sl e nella Staffetta 4x100m sl. Fu selezionata anche per partecipare ai Giochi di Helsinki 1952, gareggiando nella Staffetta 4x100m sl, ma alla fine non vi partecipò.